# Адриан Рамос
Адриан Рамос (на испански: Adrián Ramos) е колумбийски футболист, играещ като нападател.

## Кариера

### Начало
Рамос започва кариерата си в Америка де Кали, но е пратен под наем в ФК Трухиянос и Санта Фе съответно през 2005 и 2006 – 2007. Рамос се завърща в Америка де Кали за през сезон 2008/09 и той беше една от най-големите причини отборът да спечели Категория Примера А през 2008 г., вкарвайки при победата с 4 – 1 срещу Индепендиенте Меделин.

### Херта Берлин
На 30 август 2009 г., Рамос се присъединява към немския Херта Берлин за 2 милиона евро. 
Първият си гол вкарва в мач за Купата на Германия на 22 септември 2009 г. срещу отбора на ТШФ Мюнхен 1860, като помогна на клуба да изравни резултата 2 – 2, но за негово съжаление отборът му губи при изпълнение на дузпи.  Първият си гол в Бундеслигата вкарва срещу Щутгарт на 12 ноември, извеждайки отбора си напред, преди Здарвко Кузманович да изравни за 1:1.  На 13 декември 2013 г. Рамос вкара два гола за девет минути, за да помогне на отбора си да победи този на Вердер Бремен с 3:2.  През сезон 2013 – 14 той имаше най-добрия си сезон с Херта, вкарвайки 16 гола, което го поставя на четвърто място в голмайсторската класация.

### Борусия Дортмунд
На 9 април 2014 г. е обявено, че Рамос ще подпише за Борусия Дортмунд, присъединявайки се към отбора на 1 юли 2014 г. Основната му задача е да замени напусналия Роберт Левандовски. 
Рамос прави дебюта си за Дортмунд на 13 август 2014 г., влизайки като резерва през второто полувреме при победата на Дортмунд с 2:0 над Байерн Мюнхен в мача за Суперкупата на Германия.  Първият си гол за Дортмунд вкарва три дни по-късно, като вкара последния гол за Дортмунд при победата им с 4:1 над Щутгартер Кикерс в първия кръг за Купата на Германия.  На 29 август Рамос вкара първия си гол за Борусия Дортмунд в Бундеслигата срещу ФК Аугсбург.  На 13 септември Рамос вкара гол срещу ШК Фрайбург и също така подава на Шинджи Кагава, който също бележи при победата с 3:1.  Той отбеляза първите си голове в Европа за Дортмунд на 1 октомври, когато вкарва два пъти при победата с 3:0 срещу Андерлехт в Шампионската лига.

### Гранада (под наем)
Рамос отива под наем в Гранада по време на зимния трансферен прозорец на 24 януари 2017 г.

### Чонгкинг Лифан
Рамос се присъединиява към китайския Чонгкинг Лифан на 30 юни 2017 г. Съобщава се, че трансферната сума е 12 милиона евро.

### Гранада
През 2018 г. Рамос подписва с Гранада след два престоя под наем. 

### Завръщане в Америка де Кали
На 1 януари 2020 г. Рамос се завърща в Колумбия, за да подпише с бившия си отбор Америка де Кали. 